# Daniel McKenzie

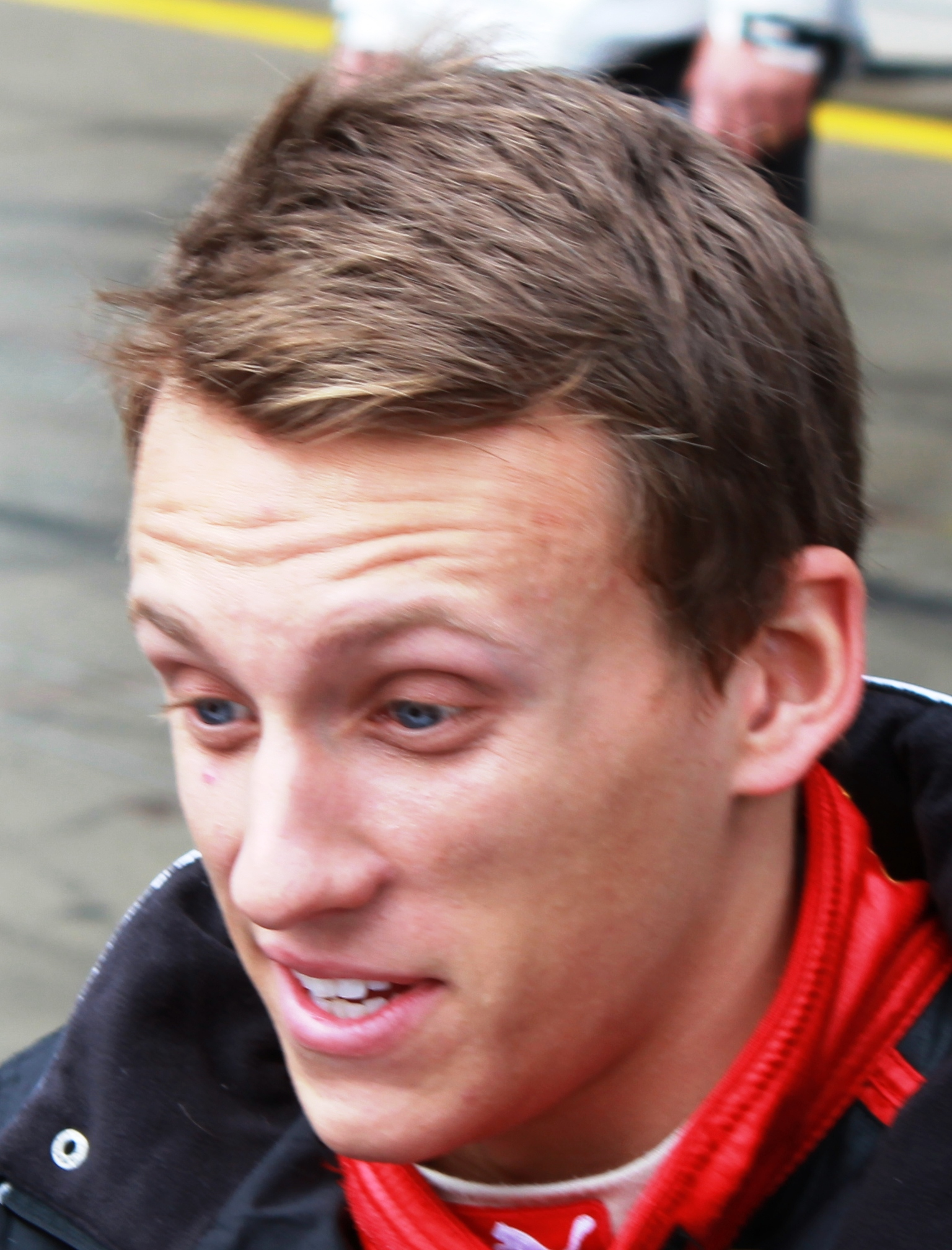
Daniel McKenzie (2011)

Daniel McKenzie (* 24. Oktober 1988 in Reading) ist ein ehemaliger britischer Automobilrennfahrer.

## Karriere
McKenzie begann seine Motorsportkarriere 2003 im Kartsport, in dem er bis 2004 aktiv war. 2005 trat er in den Radical Sports Prototypes an und wurde Vierter. 2006 debütierte er im Formelsport und wurde 19. in der britischen Formel BMW. 2007 wechselte McKenzie zu Fortec Motorsport und blieb in der britischen Formel BMW. Er verbesserte sich auf den elften Gesamtrang. Außerdem nahm er an zwei Rennen der deutschen Formel BMW teil. 2008 wechselte McKenzie in die westeuropäische Formel Renault und in den Formel Renault 2.0 Eurocup. In beiden Serien für Fortec Motorsport startend wurde er 23. in der westeuropäischen Formel Renault und blieb im Formel Renault 2.0 Eurocup ohne Punkte.
2009 wechselte McKenzie in die britische Formel-3-Meisterschaft und blieb abermals bei Fortec Motorsport. Er startete in der nationalen Klasse und gewann mit 11 Siegen aus 20 Rennen den Meistertitel der nationalen Klasse vor Gabriel Dias. 2010 trat er für Fortec Motorsport in der internationalen Klasse der britischen Formel-3-Meisterschaft an. Mit zwei Siegen belegte er den neunten Gesamtrang.

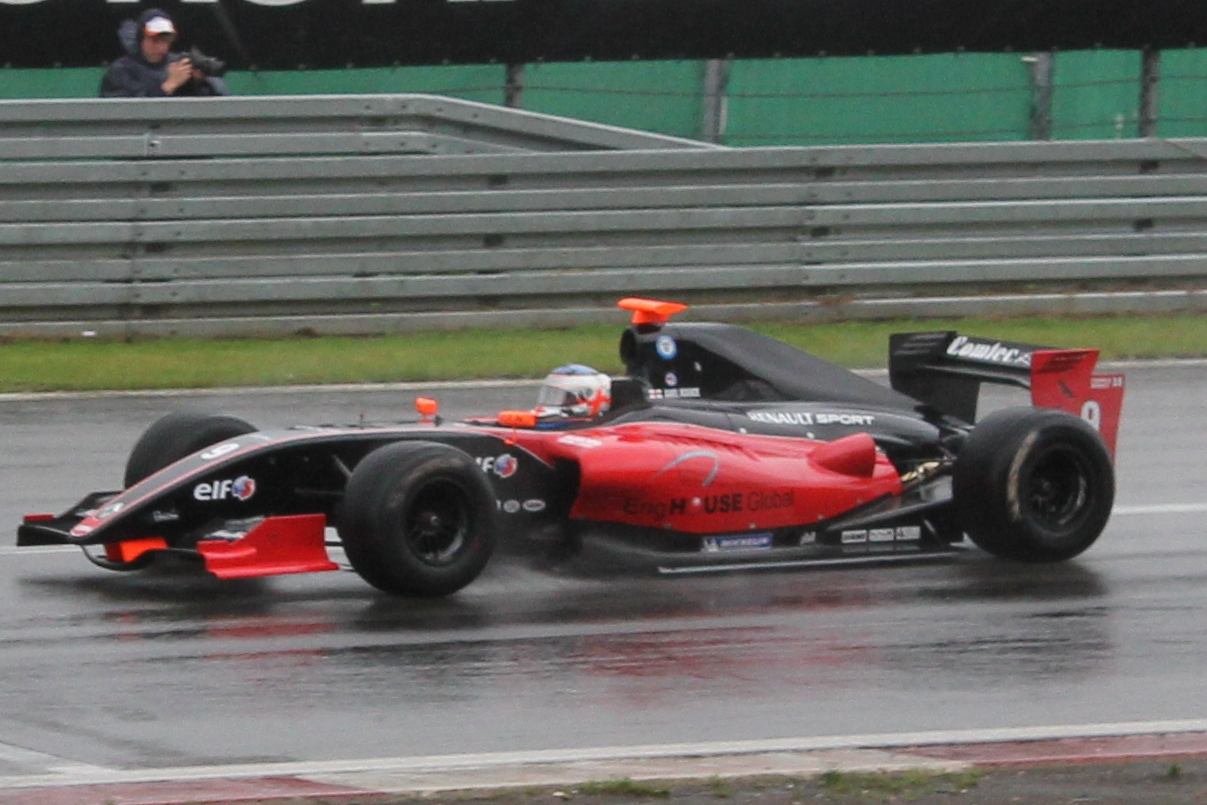
McKenzie für Comtec beim Formel-Renault-3.5-Rennen auf dem Nürburgring 2011

2011 ging McKenzie für Comtec Racing in der Formel Renault 3.5 an den Start. Am Saisonende lag er ohne Punkte auf dem 30. Platz in der Meisterschaft. 2012 wechselte McKenzie in die FIA-Formel-2-Meisterschaft. McKenzie erreichte einen zweiten Platz als bestes Resultat und fuhr regelmäßig in die Punkteränge. Er schloss die Saison auf dem neunten Rang ab.

## Persönliches
Bevor McKenzie im Motorsport aktiv war, strebte er eine Karriere als Fußballprofi an und spielte in der Jugendmannschaft des FC Southampton. Während er nach einer Knieverletzung im Fußball ein Jahr pausieren musste, kam er mit dem Kartsport, den er auch in seiner Rehabilitationsphase ausüben konnte, in Kontakt und entschied sich für eine Laufbahn im Motorsport.

## Karrierestationen
| - 2003–2004: Kartsport - 2005: Radical Sports Prototypes (Platz 4) - 2006: Britische Formel BMW (Platz 19) - 2007: Britische Formel BMW (Platz 11) | - 2007: Deutsche Formel BMW (Platz 30) - 2008: Westeuropäische Formel Renault (Platz 23) - 2008: Formel Renault 2.0 Eurocup - 2009: Britische Formel 3, national (Meister) | - 2010: Britische Formel 3 (Platz 9) - 2011: Formel Renault 3.5 (Platz 30) - 2012: Formel 2 (Platz 9) |